# Pararchytas hammondi
Pararchytas hammondi är en tvåvingeart som beskrevs av Brooks 1945. Pararchytas hammondi ingår i släktet Pararchytas och familjen parasitflugor. Inga underarter finns listade i Catalogue of Life.